# Patrologia
La Patrologia és la part de la història de la teologia cristiana que estudia els antics escriptors cristians (Pares) i llurs obres (exceptuant els llibres canònics, concretament del període comprès entre els inicis del cristianisme i el segle vii a Occident (Isidor de Sevilla) i el segle viii a Orient (Joan Damascè). Estudia les vides i les obres dels autors ortodoxos i heterodoxos que van escriure sobre teologia en aquests segles.

## Segle I
Si bé la literatura del primer segle del cristianisme no es pot descriure encara com a teologia, és indubtable que l'ocorregut llavors és el seu punt de partida i condicionant. Des del punt de vista escriturístic es fixen els principals textos canònics que després seran objecte d'estudi i interpretació. Així mateix, el segle i deixa a les comunitats cristianes en una situació precària després de les persecucions de Neró, la qual cosa marcarà les primeres produccions literàries del segle ii, de caràcter apologètic.
- Cristianisme primitiu

## Segle II

### Pares Apostòlics
Pares apostòlics és un terme consagrat per la tradició teològica moderna (segle XVII) per referir-se a la primera etapa pròpiament patrològica. S'han proposat diverses definicions per al terme, però cap d'elles ha aconseguit perfilar de manera completa la idea, que té alhora un sentit cronològic, literari i biogràfic.
- Cronològicament, el terme al·ludeix de forma imprecisa a l'època compresa entre la generació apostòlica i els apologetes grecs (finals del segle i i començaments del segle ii).
- Literàriament, al·ludeix a un conjunt d'obres no testamentàries de contingut heterogeni que van rebre l'estima de les comunitats cristianes per diverses raons.
- Biogràficament, es refereix a certes personalitats d'aquesta època, considerades notables per ser els autors d'algunes de les obres esmentades en el segon punt o per ser deixebles directes o propers dels apòstols i, per tant, portadors de la tradició apostòlica.

Els següents articles contenen més informació sobre el tema:
- La Didakhé: també coneguda com a Ensenyament dels apòstols. Primera constitució apostòlica.
- Epístola de Bernabé: epístola molt relacionada amb la Didaké.
- Climent de Roma (m. 98) i les seves dues epístoles: Primera Epístola de Climent, Segona epístola de Climent (no obstant això, la segona no és realment seva).
- Ignasi d'Antioquia (40–114), autor de set cartes a les comunitats cristianes.
- Pàpies de Hieràpolis
- Policarp d'Esmirna, bisbe d'Esmirna i màrtir (m. 155). Autor d'una epístola i forçat protagonista del Martiri de Policarp.
- Pastor d'Hermes: apocalipsi apòcrif d'autor desconegut.
- A Diogneto: apologia tardana inclosa tradicionalment entre els apostòlics.

### Apologistes grecs
Escriuen en el segle ii una literatura de caràcter apologètic com a resposta als atacs que reben les comunitats cristianes per part del paganisme i del judaisme. De tots ells, el més cèlebre és Justí, que va fundar a Roma una escola per a l'ensenyament de la filosofia cristiana. Les apologies seguien dues línies d'argumentació. Una d'elles era desestimar el llegat religiós i filosòfic de la cultura no cristiana per afirmar la primacia del cristianisme, arribant en alguns casos a un exagerat menyspreu. L'altra línia pretenia conciliar el llegat grec amb la revelació cristiana, acceptant el que té de bo la primera. Justí comença aquesta línia apologètica que serà la que predomini al segle següent.
- Quadrat, autor de la primera apologia del cristianisme, avui perduda. Citat per Eusebi en HE.[1]
- Apologia d'Aristides: es conserva una versió grega i una altra siríaca. L'argument de l'apologia és una comparació entre les creences gregues, naturals, jueves i cristianes. De l'autor se sap molt poc. És citat per Eusebi en HE.[1]
- Aristó de Pel·la: autor del primer text apologètic dirigit contra el judaisme.
- Justí Màrtir (h. 112–h. 165)[2]
- Tatià, autor del Discurs contra els grecs. Inspirador així mateix dels encratits.[3]
- A Diogneto, apologia que alguns identifiquen amb la de Quadrat. És dels pocs documents que Eusebi no cita.
- Teòfil d'Antioquia, bisbe d'Antioquia i autor dels tres llibres a Autòlic.
- Atenàgores d'Atenes, filòsof d'Atenes i autor d'una Súplica en favor dels cristians.

### Literatura herètica
Durant el segle ii, el cristianisme s'enfronta a l'aparició de múltiples interpretacions teològiques heterodoxes que donen lloc a sengles moviments herètics. Molts d'aquests moviments tenen rerefons propis del gnosticisme.
- Simó el Mag (segle i)
- Marció i Marcionisme
- Basilides d'Alexandria i Basilideans
- Docetisme
- Valentinià
- Cerintos

### Literatura antiherètica
És la literatura nascuda com a reacció a la proliferació de sectes herètiques i en bona part contribueix a una primera depuració teològica que culmina amb l'obra d'Ireneu de Lió.
- Ireneu de Lió (130–202)
- Soter (m. 175)
- Hegèsip de Jerusalem (m.180)

## Segle III
Després del primer cim teològic aconseguida per Ireneu de Lió apareixen noves figures que des de diversos racons del Mediterrani continuaran la seva labor.
- Victorí de Petàvia, el primer exègeta llatí.

### Roma
Són els començaments de la literatura eclesiàstica llatina.
- Hipòlit de Roma (m. 235), escriu en grec.
- Novacià (m. 258), autor d'un tractat llatí sobre la Trinitat que se sol atribuir a Tertul·lià.

### Escola d'Alexandria
L'Escola neoplatònica d'Alexandria va estar caracteritzada per la interpretació al·legòrica dels textos bíblics.
- Climent d'Alexandria (m. 211 a 216)
- Orígenes (185–254)
- Pere d'Alexandria

### Escoles de Cesarea i Antioquia
L'escola de Cesarea va ser fundada per Orígens en el desterrament i hereta de l'escola d'Alexandria el cultiu de la interpretació al·legòrica o espiritual. Per contra, l'escola d'Antioquia és una escola que propugna una exegètica literal.
- Gregori Taumaturg
- Metodi

### Escriptors africans
- Tertul·lià (155–230)
- Cebrià de Cartago (m. 257)

## Segle IV grec
Amb la legalització del cristianisme en l'imperi, la teologia perd part del seu caràcter apologètic i se centra en qüestions teològiques.

### Controvèrsia arriana
De l'escola d'Antioquia sorgeix una de les heretgies més cèlebres: l'arianisme, la disputa teològica del qual es va tractar en el Concili de Nicea I i es va resoldre en el Primer Concili de Constantinoble contra de les tesis d'Arri.
Partidaris:
- Arri (256–336)
- Eusebi de Nicomèdia (m. 341)
- Eusebi de Cesarea (263–339)
- Eunomi de Cícic (335–h. 393)

Els seus detractors:
- Sant Alexandre d'Alexandria (m. 328)
- Sant Atanasi (h. 295–373)
- Osi de Còrdova (256–357)
- Hilari de Poitiers (315–367)
- Dídim el Cec (h. 313–398)

Altres temes:
- Apol·linarisme

### Monaquisme egipci
- Sant Antoni (l'ermità) (h. 250–356)
- Evagri del Pont (m. 399)
- Sant Pacomi (h. 287–346)

### Pares Capadocis
- Basili el Gran (330–379)
- Gregori de Nazianz (329–389)
- Gregori de Nisa (h. 330–394)
  - Homilies sobre el Cantar dels Cantars, obra dels inicis de la mística cristiana.

### Escriptors d'Àsia i Antioquia
- Basili de Selèucia (m. 469)
- Joan Crisòstom (347–405)

## Segle IV llatí
Al mateix temps que en la part oriental de l'imperi es produïa aquesta puixança d'autors, occident no es queda enrere.
- Hilari de Poitiers
- Ambròs de Milà
- Jeroni d'Estridó (Sant Jeroni)
- Agustí d'Hipona
- Priscil·lià i Priscil·lianisme (la primera heretgia pròpia d'Occident)

## Segle V

### Controvèrsia nestoriana
Altra de les grans heretgies (Difisites), disputada al Concili d'Efes. Defensa l'existència de dues persones o hipòstasis en Jesucrist.
- Nestori i Nestorianisme
- Ciril I d'Alexandria
- Celestí I
- Theotokos

### Controvèrsia monofisita
En certa manera, és la tesi contrària al Nestorianisme. Una sola naturalesa en Jesucrist.
- Monofisisme
- Èutiques de Constantinoble
- Concili de Calcedònia
- Lleó I el Magne

## Segle VI
- Gregori el Gran